# Keizerreiger
De keizerreiger (Ardea insignis) is een vogel uit de familie van de reigers. De vogel werd in 1878 door de Britse vogelkundige Allan Octavian Hume beschreven. Het is een ernstig bedreigde vogelsoort uit het Himalayagebied.

## Kenmerken
De vogel is gemiddeld 127 cm lang en de snavel alleen al is 15,2 tot 17,6 cm. De reiger is van boven voornamelijk donkergrijs. In het zomerkleed heeft hij een grijs-witte nekpluim en langwerpige grijze veren met een witte borst. De snavel is zwart en groen in de buurt van de snavelbasis en aan het uiteinde. Het "gezicht" is groenachtig grijs. De kin is witachtig, de poten zijn donker. De bovenkant van de vleugels is  donkergrijs, de onderkant wit. De rug is bruingrijs.
Met zijn formaat lijkt het de op een na grootste reiger op aarde te zijn, na de reuzenreiger, maar er is sprake van onzekerheid. Eerdere schattingen van het lichaamsgewicht gingen uit van 2 tot 2,6 kg,  maar een aangetroffen overleden jong exemplaar van de soort woog 5,6 kg. Een andere dode jonge reiger mat 1,58 m en woog 8,51 kg. Deze bevindingen moeten nog worden geverifieerd, maar ze zouden aangeven dat deze soort zelfs groter kan worden dan de reuzenreiger die tot nu toe te boek staat als grootste reiger.

## Verspreiding en leefgebied
De keizerreiger is te vinden in de draslanden van tropische en subtropische bossen aan de voet van de oostelijke Himalaya in India en Myanmar. Hij werd ook gespot in de Himalaya in Bhutan en werd ooit gevonden in Nepal. Het leefgebied bestaat uit kleine of grote rivieren met zand- en grindbanken die omzoomd worden door subtropisch loofbos in zowel laagland en tot op 1500 m boven de zeespiegel. Er zijn ook waarnemingen aan meren in het binnenland gedaan.

## Status
De keizerreiger heeft een klein verspreidingsgebied en daardoor is de kans op uitsterven aanwezig. De grootte van de wereldpopulatie werd in  2006 geschat op  70 tot 400 individuen. Het leefgebied van deze reiger wordt bedreigd door watervervuiling, explosieve groei van waterplanten, aantasting van het riviergeleidend bos en verstoring door uitbreiding van menselijke nederzettingen. Bovendien heeft de reiger te lijden door stroperij. Om deze redenen staat de keizerreiger sinds 2007 als ernstig bedreigd (kritiek) op de Rode Lijst van de IUCN.